# ديريك تايلور (كاتب)
ديريك تايلور (بالإنجليزية: Derek Taylor)‏ هو كاتب وصحفي بريطاني، ولد في 7 مايو 1932 في ليفربول في المملكة المتحدة، وتوفي في 8 سبتمبر 1997 في Sudbury, Suffolk ‏ في المملكة المتحدة بسبب سرطان.

## وصلات خارجية
- ديريك تايلور على موقع ميوزك برينز (الإنجليزية)